# Ricardo Villa
Ricardo Julio „Ricky“ Villa (* 18. August 1952 in Buenos Aires) ist ein ehemaliger argentinischer Fußballspieler.

## Spielerkarriere
Ricardo Villa begann seine Karriere 1970 in Argentinien und spielte dort zuletzt 1978 für den Racing Club Buenos Aires. Nach dem Gewinn der Weltmeisterschaft 1978 mit der argentinischen Nationalmannschaft im eigenen Land wechselte er gemeinsam mit Osvaldo Ardiles nach England zu Tottenham Hotspur, für die er 18 Tore in 133 Ligaspielen bis 1983 erzielte. Im Finale des FA Cup 1981 erzielte er zwei Treffer zum 3:2-Sieg gegen Manchester City. In dieser Zeit ließ der bärtige Mittelfeldspieler T-Shirts mit seinem Abbild herstellen und verteilen, die dem legendären Foto von Che Guevara nachempfunden waren. Er wechselte 1983 zu den Fort Lauderdale Strikers und ließ von 1984 bis 1989 seine Karriere in unterklassigen argentinischen Vereinen ausklingen.
In den 1990er Jahren versuchte Villa sich als Politiker. Seit 2005 ist er wieder als Sportdirektor im Fußballgeschäft tätig.

## Titel und Erfolge
- Weltmeister: 1978 (3:1 n. V. gegen die Niederlande)
- FA-Cup-Sieger: 1981 (1:1 n. V und 3:2 gegen Manchester City) und 1982 (1:1 n. V. und 1:0 gegen die Queens Park Rangers)
- Ligapokalfinalist: 1982 (1:3 gegen den FC Liverpool)